# Les Trois-Pierres
Les Trois-Pierres település Franciaországban, Seine-Maritime megyében. Lakosainak száma 815 fő (2022. január 1.). Les Trois-Pierres Gommerville, Mélamare, La Remuée, Saint-Eustache-la-Forêt, Saint-Gilles-de-la-Neuville, Saint-Jean-de-la-Neuville és Saint-Romain-de-Colbosc községekkel határos.

## Népesség
A település népességének változása:
| Lakosok száma | 702  | 724  | 752  | 751  | 765  | 769  | 786  | 797  | 815  |
|               | 2013 | 2015 | 2016 | 2017 | 2018 | 2019 | 2020 | 2021 | 2022 |